# Омельченко, Татьяна Сергеевна
Татьяна Сергеевна Омельченко (укр. Тетяна Сергіївна Омельченко; род. 23 апреля 1994, Кривой Рог, Днепропетровская область) — украинская и азербайджанская женщина-борец вольного стиля, призёр чемпионатов Европы, победитель Исламских игр.

## Спортивная карьера
В феврале 2013 года на международном турнире в Киеве одержала сенсационную победу, одолев в финале американку Хелен Марулис. В мае 2017 года выиграла бронзу на чемпионате Европы в Нови-Саде. Через две недели одержала победу на Исламских играх солидарности в Баку. В мае 2018 года на чемпионате Европы в Каспийске завоевала бронзовую медаль, одержав победу в схватке за 3 место над белоруской Екатерина Гончар-Янушкевич. В апреле 2019 года победив в схватке за 3 место у украинки Илоны Прокопевнюк завоевала бронзовую награду чемпионата Европы в Бухаресте. На чемпионате Европы 2020 года в Риме завоевала бронзовую медаль, одолев в схватке за награду Веронику Иванову из Беларуси.

## Спортивные результаты

### За Украину
- Чемпионат Европы среди кадетов 2010 — ;
- Универсиада 2013 — 5;
- Кубок мира по борьбе 2014 — 8;
- Кубок мира по борьбе 2015 — 6;
- Чемпионат Европы по борьбе U23 2015 — ;

### За Азербайджан
- Чемпионат Европы по борьбе U23 2016 — ;
- Чемпионат мира по борьбе 2016 — 18;
- Чемпионат Европы по борьбе 2017 — ;
- Игры исламской солидарности 2017 —
- Чемпионат мира по борьбе 2017 — 22;
- Чемпионат мира по борьбе U23 2017 — ;
- Кубок мира по борьбе 2017 (команда) — 7;
- Чемпионат Европы по борьбе 2018 — ;
- Чемпионат мира по борьбе 2018 — 18;
- Чемпионат Европы по борьбе 2019 — ;
- Чемпионат мира по борьбе 2019 — 7;
- Чемпионат Европы по борьбе 2020 — ;